# Blairsden (casa)
Blairsden es una mansión histórica de 5759 m² y 38 habitaciones ubicada en el borough de Peapack-Gladstone, del estado de Nueva Jersey (Estados Unidos). Ubicada en lo alto de una colina con vista al lago Ravine, la mansión es parte de lo que originalmente era una finca de 2 200 000 m². Además de sus 38 habitaciones, la mansión cuenta con 25 chimeneas y 19 baños. 

## Historia
Blairsden fue construido entre 1897 y 1903 para Clinton Ledyard Blair, un banquero de inversiones estadounidense. Fue diseñado por el destacado estudio de arquitectura Carrère and Hastings. Blair no reparó en gastos en la construcción de Blairsden, incluida la nivelación de la montaña, la construcción de un funicular para los materiales de construcción del transbordador y los huéspedes posteriores arriba y abajo de la montaña en terrazas y la compra de árboles y arbustos de entre 25 y 50 años, ya que no deseaba "esperar para que las cosas crezcan ". Blairsden también incluyó una piscina reflectante de 300 pies decorada con un marco de bustos de los emperadores romanos. El hogar empleaba a un gran personal de más de 70 para mantener el hogar y los terrenos.

### Hermanas de San Juan Bautista
Después de la muerte de Blair en 1949, la mansión fue vendida a las Hermanas de San Juan Bautista, quienes operaban la casa como un retiro religioso. En 2002, les religiosas le vendieron la propiedad a la Fundación para la Arquitectura Clásica, propiedad de Victor Shafferman.

### En la actualidad
Posteriormente, la mansión se puso a la venta y se vendió en 2012 por 4,5 millones a un holding llamado Blairsden Hall, LLC. Los funcionarios locales identificaron al nuevo propietario como T. Eric Galloway, un desarrollador de Nueva York y presidente de la Fundación Galván y la Organización Lantern. 
En mayo de 2014, Blairsden fue el sitio de la casa de exhibición y jardines de diseñadores de recaudación de fondos de caridad "Mansion in May" de 2014. Esta casa de exhibición de diseñador fue presentada por la Asociación de Mujeres del Centro Médico de Morristown y atrajo a más de 33 000 visitantes.

## Galería

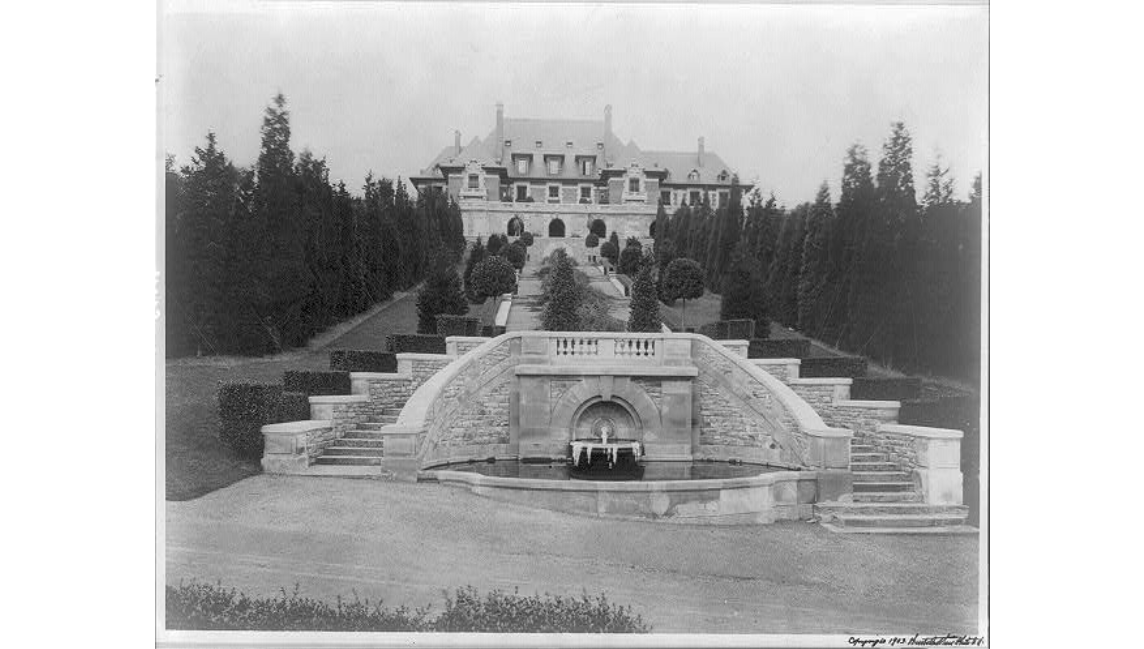
Vista de la casa desde de los jardines de la terraza, hacia 1903
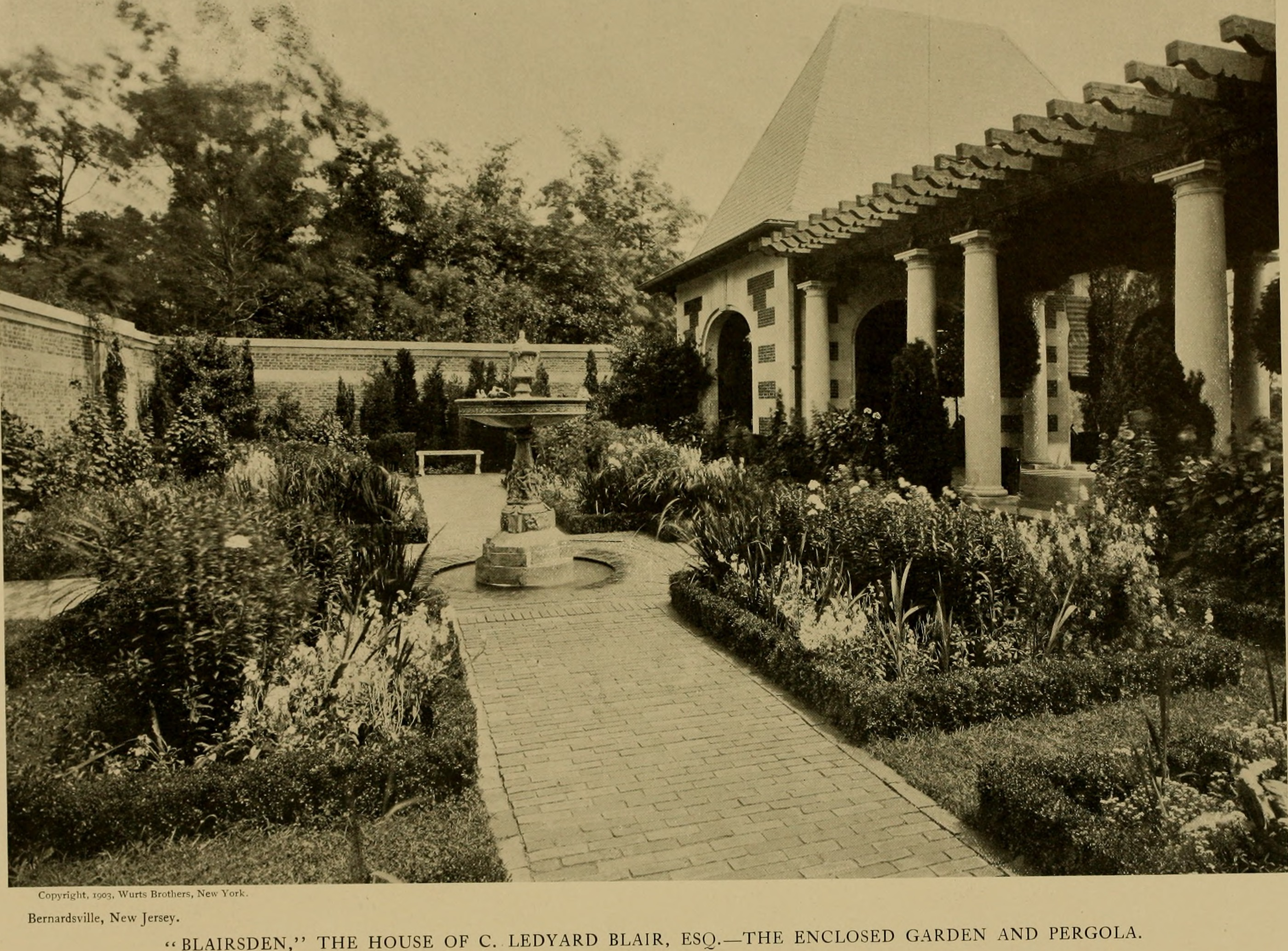
El jardín interior de la casa en 1903